# 斯特拉斯堡天文台
斯特拉斯堡天文台（法语：Observatoire astronomique de Strasbourg；德语：Observatoire de Strasbourg）是法国斯特拉斯堡的天文观测站。

1870-1871年普法战争后，斯特拉斯堡成为德意志帝国的一部分。斯特拉斯堡大学于1872年重建，并于1875年在斯特拉斯堡新城开始建造一座新的天文台。主要仪器是50厘米雷普赛尔折射仪，1880年开光。这是当时德意志帝国最大的仪器。1881年，德国天文学会第九届大会在斯特拉斯堡举行，以庆祝其揭幕典礼。

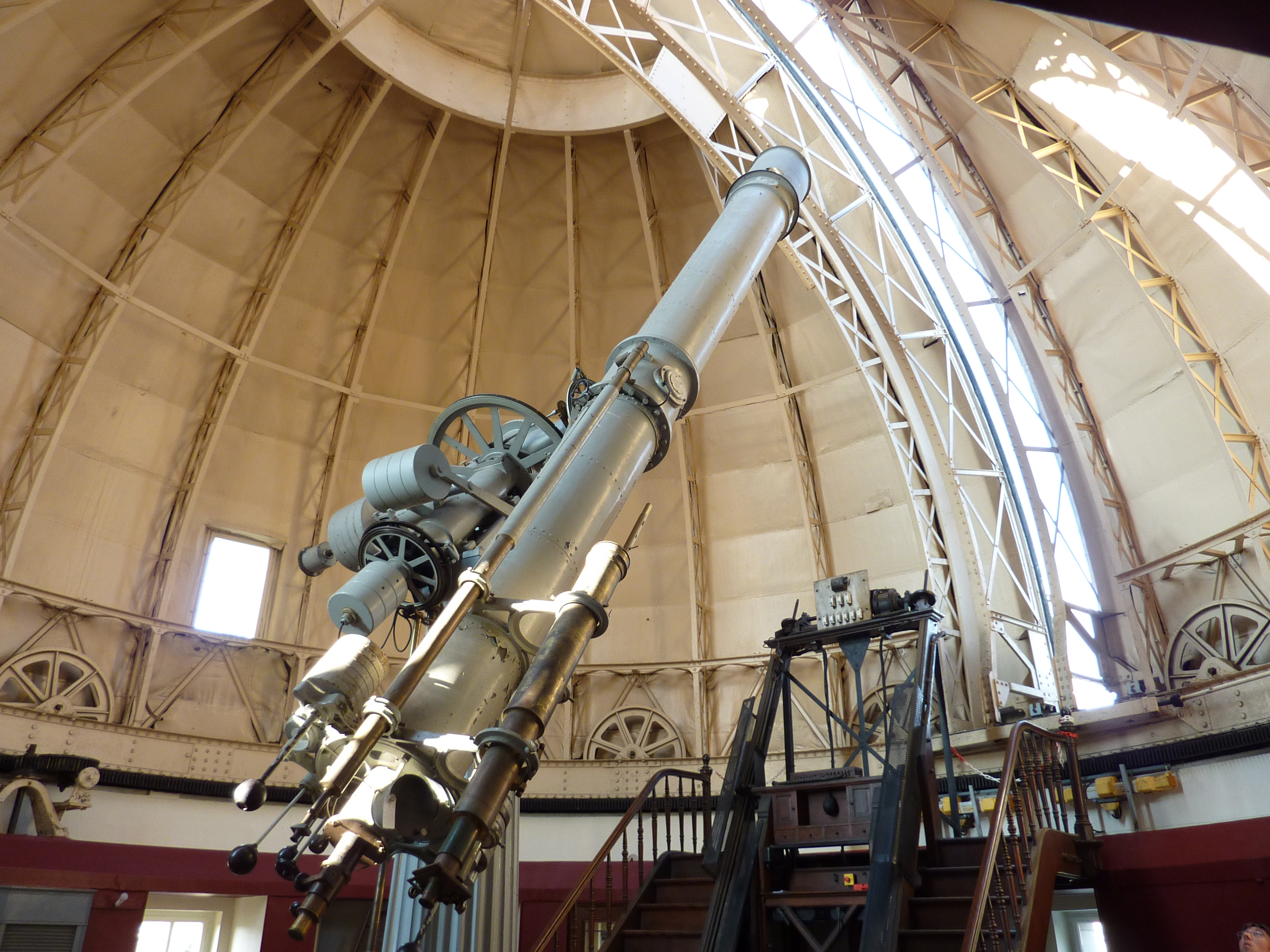

天文台选址主要是为了教学目的和政治象征，而不是为了观察质量。这是一个地势低洼的地方，容易出现雾霾。在1914年之前的这段时间里，工作人员太少，无法操作仪器，因此在第一次世界大战之前几乎没有学术研究成果发表。主要观测对象是彗星和变星。1909年后，这些仪器也被用来观测联星，并对星云进行测光。
该天文台目前是斯特拉斯堡天文资料中心的所在地，这是一个收集和分发天文信息的数据库，包括SIMBAD（天体参考数据库）、VizieR（天体目录）和阿拉丁星图（互动星图）。天文台周围被斯特拉斯堡大学植物园（Jardin botanique de l'Université de Strasbourg）环绕。
在天文台下方的拱形地下室里，有一座由大学管理的博物馆。它被称为“星空密室”（Crypte aux étoiles），这里展示旧望远镜和其他古代天文设备，如时钟和经纬仪。